# Rezerwat przyrody Góra Pieszczana
Rezerwat przyrody „Góra Pieszczana” – rezerwat przyrody położony na terenie gminy Szudziałowo w województwie podlaskim. Leży w granicach Parku Krajobrazowego Puszczy Knyszyńskiej.

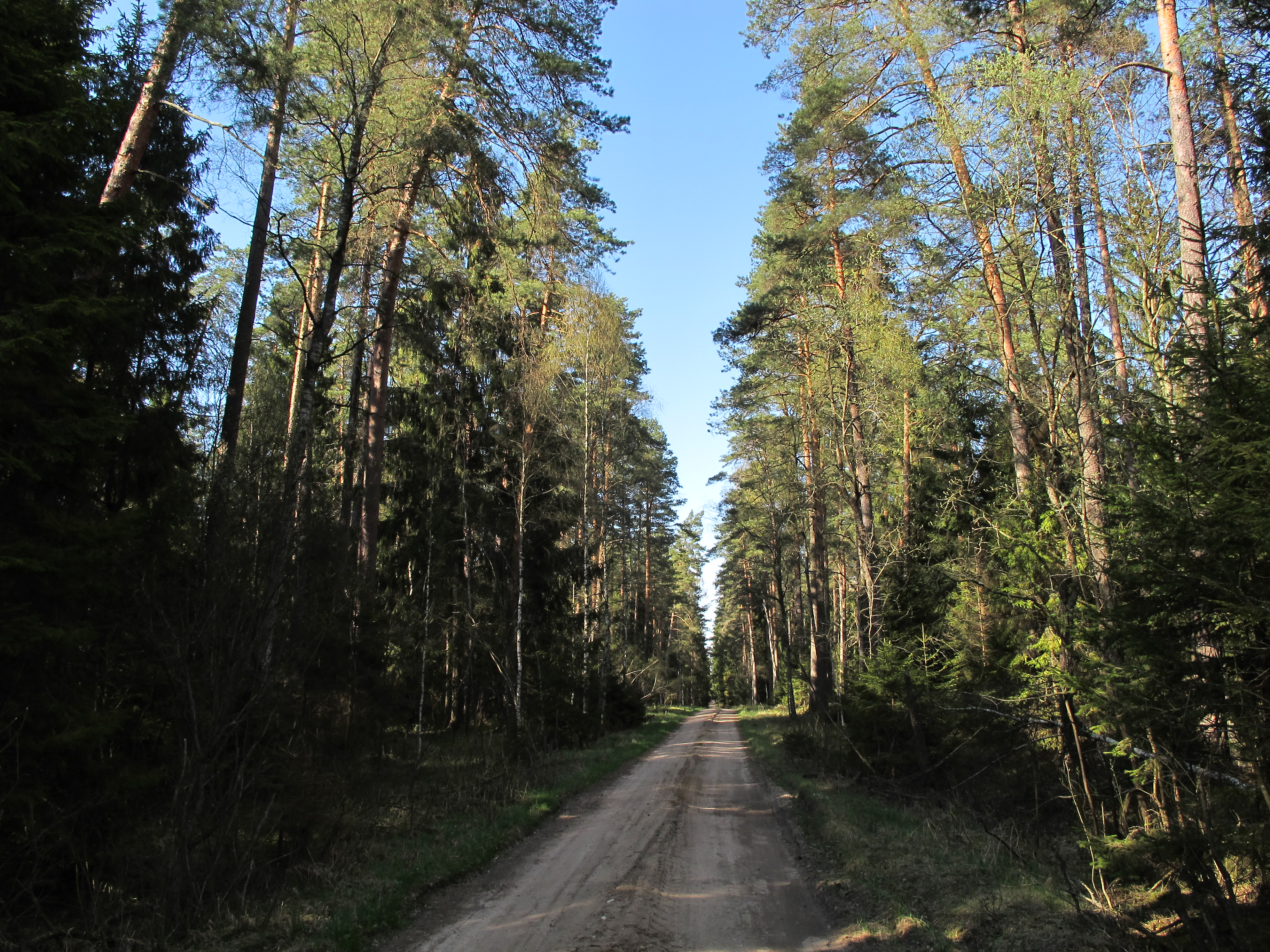
Droga przez rezerwat

- Powierzchnia według aktu powołującego: 220,10 ha (obecnie podawana wartość: 220,05 ha[1])
- Rok powstania: 1987
- Rodzaj rezerwatu: leśny[2]
- Stworzony dla ochrony: borów sosnowo-świerkowych charakterystycznych dla Puszczy Knyszyńskiej.